# Aspalathus oblongifolia
Aspalathus oblongifolia är en ärtväxtart som beskrevs av Rolf Martin Theodor Dahlgren. Aspalathus oblongifolia ingår i släktet Aspalathus och familjen ärtväxter. Inga underarter finns listade i Catalogue of Life.